# Charlie Mensuel
Charlie Mensuel (o semplicemente Charlie, "mensuel" è un termine francese per i periodici mensili) era una rivista di fumetti francese pubblicata dal 1969 al 1986. Nacque come versione francese di linus, una rivista italiana esordita nel 1965 e, come questa, prese il nome da uno dei personaggi del fumetto Peanuts, in questo caso Charlie Brown. Le serie a fumetti pubblicate includevano sia produzioni francesi che traduzioni di strisce americane, come Peanuts e altre, ma anche italiane originariamente pubblicate su linus.

## Storia editoriale
Venne ideato da Delfeil de Ton e pubblicato dalle Editions du Square di Georges Bernier; del Ton fu anche il primo caporedattore. Dopo di lui assunsero l'incarico altri come Willem e Mandryka e in particolare Georges Wolinski dal 1970 al 1981.
Nel 1970, ha dato il nome a Charlie Hebdo (ovvero Charlie "settimanale"), successore di L'Hebdo Hara-Kiri, in seguito al divieto di quella pubblicazione. Il mensile interruppe la pubblicazione per la prima volta nel settembre 1981, riprendendola nell'aprile 1982 grazie alle Éditions Dargaud che la pubblicarono fino al 1º febbraio 1986 quando venne fusa con la rivista Pilote in una nuova testata, Pilote et Charlie, che però ebbe vita breve tornando a intitolarsi Pilote dal settembre 1988.